# Armida Parsi-Pettinella
Armida Parsi-Pettinella (Gallese, prop de Roma, 30 d'agost de 1868 - Milà, 1949) fou una mezzosoprano italiana.

## Biografia
Debutà el 1893 cantant a l'estrena de Guglielmo Ratcliff de Mascagni i va tenir una reeixida carrera en els diferents teatres d'òpera italiana. Sovint va cantar a La Scala, on el 1895 va aparèixer com a Anna Bolena a Henri VIII de Saint-Saëns. A l'any següent, va tornar a cantar a La Scala, però aquesta vegada com Dalila a Samson et Dalila del mateix compositor. Com Dalila va actuar el 1902 al Teatre Verdi de Pisa. La cantant, que va estar casada amb el director Pettinella va ser convidada entre altres llocs a Londres, París, Madrid i Buenos Aires. El 1896 va actuar a l'Acadèmia de Música de Nova York, on va interpretar el paper de Madelon en l'estrena estatunidenca de l'òpera Andrea Chénier de Giordano.
A partir del 1900, va actuar durant tres temporades seguides al Gran Teatre del Liceu. Toscanini la va triar el 1903 per cantar Asrael de Alberto Franchetti i Un ballo in maschera. En aquest teatre barceloní estrenà el 4 de gener de 1902 l'òpera Els Pirineus de Felip Pedrell, en el paper de Raig de Lluna.
Seguiren altres aparicions a Montecarlo com a Eboli al Don Carlo de Verdi (1906), al Teatro Real de Madrid a Amleto d'Ambroise Thomas (1908). Després de 1911 va desaparèixer misteriosament, però va passar la seva vellesa a la Casa di Riposo Giuseppe Verdi de Milà. Abans de la Segona Guerra Mundial, junt amb el seu marit van obrir una escola de cant que fou força concorreguda.